# August Lehr
August Lehr (Frankfurt del Main, 26 de febrer de 1871 - Ludwigslust, 15 de juliol del 1921) fou un ciclista alemany, especialista en el ciclisme en pista, que va córrer a final del segle xix. El 1894 va guanyar el Campionat del Món de Velocitat amateur.

## Palmarès
- 1893
  -  Campió d'Alemanya amateur en Velocitat
- 1894
  -  Campió del món amateur en Velocitat
  -  Campió d'Alemanya amateur en Velocitat
- 1895
  -  Campió d'Alemanya en Velocitat